# Салов, Геннадий Вячеславович
Геннадий Вячеславович Салов (11 февраля 1960, Москва) — советский и российский футболист, выступавший на позиции защитника. В советской высшей лиге сыграл один матч. Победитель юниорского турнира УЕФА 1978 года, серебряный призёр молодёжного чемпионата мира 1979 года. Мастер спорта СССР (1978).

## Биография

### Клубная карьера
Воспитанник московской Футбольной школы молодёжи. В 1977 году перешёл в дубль московского «Торпедо». За основной состав автозаводцев провёл один матч в чемпионате страны — 25 ноября 1979 года в последнем туре сезона против донецкого «Шахтёра». Также принял участие в двух кубковых матчах в 1980 году.
В 1981 году перешёл в калининскую «Волгу», а осенью того же года выступал за дубль московского «Спартака». В 1982—1983 годах проходил армейскую службу в смоленской «Искре». В течение четырёх лет выступал в первой лиге за «Кузбасс», затем в низших дивизионах — за «Зоркий» и «Сахалин».
В 1991 году перешёл в чехословацкий клуб высшего дивизиона ДАК (Дунайска-Стреда), провёл за него 14 матчей. В следующем сезоне выступал в третьем дивизионе за «Габчиково» и стал победителем турнира. Оба клуба представляли словацкую часть ЧССР. Вернувшись в Россию, футболист выступал в низших дивизионах за команды Москвы и области.
Выступал за команду ветеранов «Торпедо».

### Карьера в сборной
В 1978 году был в составе сборной СССР, одержавшей победу в неофициальном юниорском чемпионате Европы, в финальном матче не играл. В 1979 году в составе молодёжной сборной СССР стал серебряным призёром молодёжного чемпионата мира.

### Тренерская карьера
С 1995 года работал детским тренером в ФШМ и «ФШМ-Торпедо», ДЮСШ «Строгино», в детских командах «Лужники» и «Росич». Также возглавлял несколько любительских команд. В первой половине 2002 года работал с клубом «Рыбинск», выступавшим во втором дивизионе.

## Личная жизнь
Сын Евгений (род. 1984) тоже был футболистом, впоследствии — детский тренер.